# Pablo Irrazábal
Pablo Irrazábal (Mercedes, 1819 - Mendoza, septiembre de 1869) fue un militar, criminal y torturador argentino de origen uruguayo, de larga carrera en las guerras civiles de Argentina; es particularmente conocido por haber asesinado al general Chacho Peñaloza (1798‑1863).

## Inicios y campaña al interior
Siendo joven se estableció en la provincia de Buenos Aires, y en la época de Rosas se alistó en los cuerpos de caballería de campaña. Fue admitido como oficial después de la batalla de Caseros.
Revistó en el regimiento de Dragones de la Patria en Chivilcoy, y luego en el de Blandengues de la Frontera. En ese puesto, enfrentó los malones de la época del cacique ranquel Mariano Rosas. Participó en las batallas de Cepeda (1859) y Pavón (1861).
Después de Pavón, el 22 de noviembre de 1861 participó con especial ferocidad en la matanza de Cañada de Gómez (en la provincia de Santa Fe).
Bajo las órdenes del coronel Ambrosio Sandes, uruguayo también, participó en la campaña de las fuerzas porteñas contra el interior y sus caudillos. Su jefe superior era el general Wenceslao Paunero. Fue uno de los oficiales que acompañaron a Domingo Faustino Sarmiento a hacerse elegir gobernador de la provincia de San Juan.
Era un oficial de caballería particularmente violento y cruel; después de las batallas, se especializaba en torturar durante varios días a sus prisioneros (con distintos métodos pergeñados por él) hasta matarlos.
Hizo la campaña de 1862 contra el Chacho Peñaloza, y se destacó en la batalla de Lomas Blancas (20 de mayo de 1863), en la que las fuerzas de Peñaloza resultaron vencidas.

## El asesinato del Chacho Peñaloza
Después del segundo alzamiento de Peñaloza, Pablo Irrazábal combatió bajo las órdenes de José Miguel Arredondo en la victoria unitaria de la batalla de Las Playas (28 de junio de 1863), en las afueras de la ciudad de Córdoba. Ya había muerto Sandes, y Sarmiento pidió especialmente que fuera Irrazábal quien se hiciera cargo de la aniquilación de todos los soldados derrotados del Chacho.
Cuando sorpresivamente Peñaloza apareció cerca de San Juan, Irrazábal reaccionó enérgicamente y lo derrotó en una batalla en el pueblo de Caucete. A continuación lo persiguió desde San Juan hasta la Sierra de los Llanos.
Definitivamente vencido, Peñaloza se rindió al mayor Ricardo Vera ―familiar de la esposa de Peñaloza― en un rancho cerca del pueblo de Olta, donde quedó desarmado y tomando mate con su captor y otros familiares. Media hora más tarde, apareció Irrazábal en el rancho, sumamente exaltado. Preguntó a los gritos dónde estaba «el bandido del Chacho», a lo cual el aludido se presentó y le explicó que estaba rendido. De inmediato, Irrazábal le atravesó el vientre con su lanza, y ordenó a sus soldados que lo remataran a puñaladas. Así murió el famoso y anciano caudillo, herido en el piso, desarmado y rodeado de sus familiares.
Irrazábal ocupó un largo rato en cortarle la cabeza con su facón, y la hizo exhibir sobre la punta de una lanza, en la plaza del pueblito de Olta. Por su «proeza», recibió las felicitaciones de Sarmiento y del presidente Bartolomé Mitre.
Semanas más tarde, hizo una excursión por el Valle Fértil, persiguiendo a algunos seguidores del Chacho, como Berna Carrizo y Agüero.
Pero su mente comenzó a extraviarse. La conciencia de haber asesinado a sangre fría a alguien ya rendido, y a quien los llanistas seguían a muerte lo enloqueció: durante varias semanas, dio vueltas por las serranías desérticas de los llanos de la Rioja, persiguiendo y huyendo de remolinos de tierra, que él soñaba que eran fuerza del Chacho que venían a vengarse. Pidió la baja por haber deshonrado al Ejército Argentino. Sin embargo, sus superiores se consideraron muy honrados de tener a alguien como él en sus filas, y rechazaron su renuncia.

## Después del crimen
Permaneció en guarniciones secundarias en Córdoba, en donde tuvo la oportunidad de vencer una vez más a los montoneros, esta vez al Aurelio Zalazar, en octubre de 1865. Tras ser rechazado su segundo pedido de baja, fue nombrado comandante de la frontera sur de la provincia de Mendoza.
A fines de 1866 estaba en Mendoza, pero al estallar la revolución de los colorados, se fugó a San Juan. Bajo el mando de Julio Campos, gobernador porteño de La Rioja, fue derrotado por el general Juan Saá en Rinconada. Se replegó a La Rioja, donde el gobernador puso bajo su mando las fuerzas que debían ser enviadas a la Guerra del Paraguay. Los riojanos, que aún admiraban a Peñaloza, se negaron a obedecerle y se desbandaron. De esa forma, también La Rioja se unió a la revolución contra el gobierno de Mitre. Tuvieron que retirarse a Catamarca, mientras el coronel Felipe Varela entraba en La Rioja.
Irrazábal pasó por un tiempo a Córdoba y derrotó a Zalazar en las sierras. Tras varios meses de campaña, Varela fue alcanzado por Antonino Taboada en la batalla de Pozo de Vargas (10 de abril de 1867). Irrazábal ocupó un cargo secundario en la batalla, victoria del bando de Mitre, y destruyó sus caballos tratando de alcanzar a Sebastián Elizondo, que les había quitado las reservas. Enseguida avanzó hacia Chilecito (La Rioja); en el camino torturó hasta la muerte a varios montoneros. Mientras tanto, el caudillo Elizondo ocupaba La Rioja, obligando a Irrazábal a retirarse a San José de Jáchal. Desde allí avanzaron hasta unirse a Arredondo, junto al cual persiguieron a Varela y sus hombres hacia el oeste de Catamarca.
De regreso en Mendoza, derrotó a otra partida de montoneros, a los que causó muchas bajas; la mayor parte, después de la batalla. Como premio por sus campañas y métodos de tortura, fue ascendido al grado de coronel.
Murió en la ciudad de Mendoza en septiembre (finales del invierno) de 1869, víctima de una pulmonía.